# Sigo siendo yo (Grandes éxitos)
Sigo siendo yo es el título de un álbum de grandes éxitos grabado por el cantautor puertorriqueño-estadounidense Marc Anthony, Fue lanzado al mercado bajo el sello discográfico Sony BMG Norte el 11 de julio de 2006. A diferencia de anteriores compilaciones de Marc Anthony, este álbum incluye canciones desde los álbumes Marc Anthony (1999) hasta Valió la pena (2004). Por lo tanto, este álbum no contiene canciones de su temprana carrera. El álbum incluye también dos canciones inéditas.

## Lista de canciones
| Sigo siendo yo (Grandes éxitos) |                                        |          |  |
| N.º                             | Título                                 | Duración |  |
| 1.                              | «Dímelo»                               |          |  |
| 2.                              | «No me ames» (Dúo Con Jennifer Lopez)  |          |  |
| 3.                              | «Da la vuelta»                         |          |  |
| 4.                              | «Muy Dentro de mí»                     |          |  |
| 5.                              | «Celos»                                |          |  |
| 6.                              | «Tragedia»                             |          |  |
| 7.                              | «Barco a la deriva»                    |          |  |
| 8.                              | «Ahora quién»                          |          |  |
| 9.                              | «Valió la pena» (Versión salsa)        |          |  |
| 10.                             | «Se esfuma tu amor» (Versión pop)      |          |  |
| 11.                             | «Tu amor me hace bien» (Versión salsa) |          |  |
| 12.                             | «Lamento borincano»                    |          |  |
| 13.                             | «Lo que no di»                         |          |  |
| 14.                             | «¿Qué precio tiene el cielo?»          |          |  |

### Álbum
| Año  | Conteo                        | Álbum                          | Posición |
| ---- | ----------------------------- | ------------------------------ | -------- |
| 2006 | European Top 100 Albums       | Sigo siendo yo: Grandes éxitos | -        |
| 2006 | Billboard Top Tropical Albums | Sigo siendo yo: Grandes éxitos | 1        |
| 2006 | Billboard 200                 | Sigo siendo yo: Grandes éxitos | 101      |
| 2006 | Billboard Top Latin Albums    | Sigo siendo yo: Grandes éxitos | 2        |

### Sencillos
| Año  | Conteo                           | Sencillo                  | Posición |
| ---- | -------------------------------- | ------------------------- | -------- |
| 2006 | Billboard Hot Latin Tracks       | Qué precio tiene el cielo | 14       |
| 2006 | Billboard Latin Pop Airplay      | Qué precio tiene el cielo | 28       |
| 2006 | Billboard Latin Tropical Airplay | Qué precio tiene el cielo | 1        |

### Sucesión y posicionamiento
| Predecesor: Éxitos y más de Monchy & Alexandra | U.S. Billboard Tropical Albums — Álbum N°. 1 29 de julio de 2006 - 6 de octubre de 2006 | Sucesor: Éxitos y más de Monchy & Alexandra |